# Arabidopsis thaliana

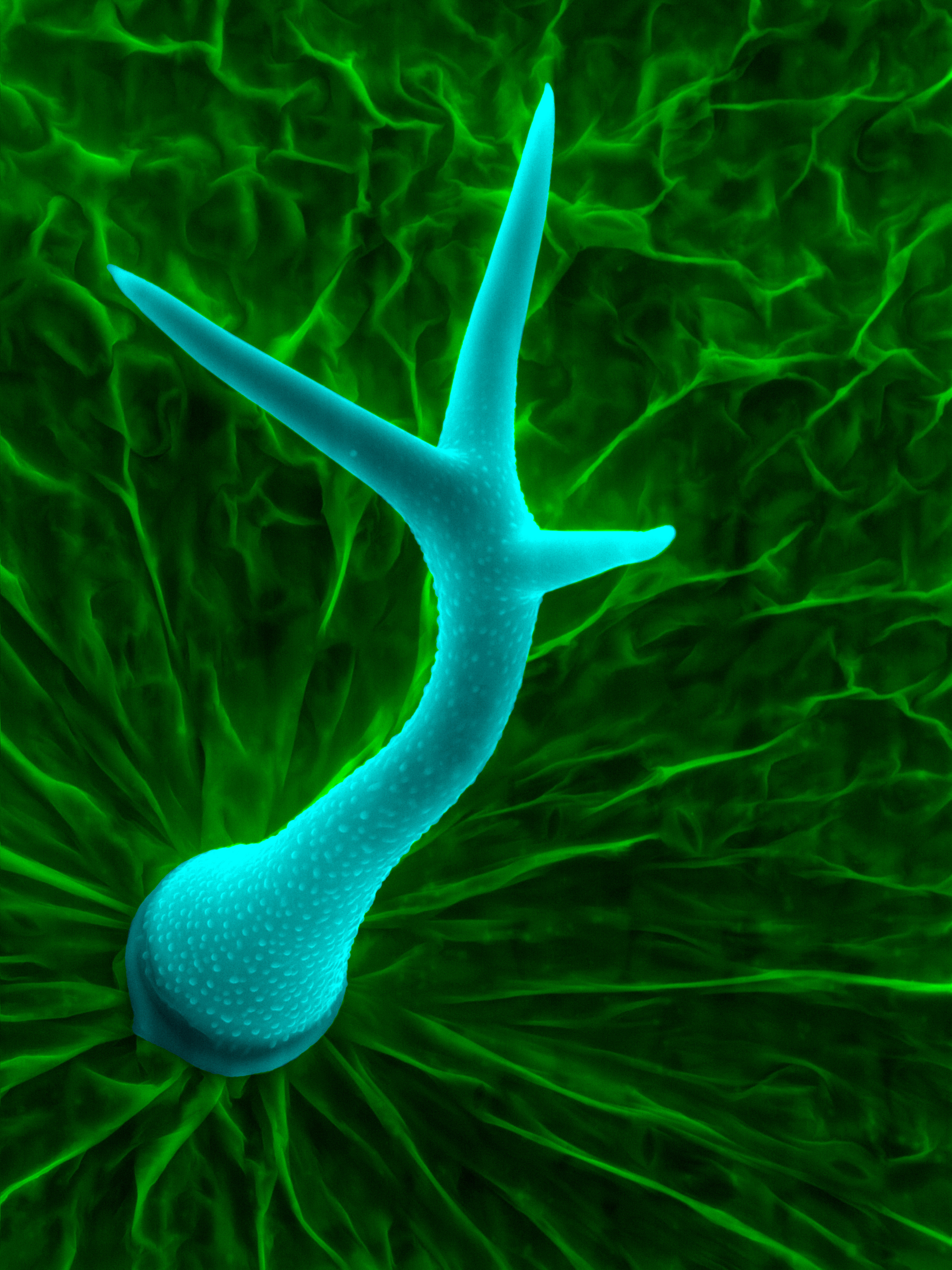
Micrografia electrónica de varrimento dum tricoma, um apêndice das folhas de Arabidopsis thaliana, formado por uma única célula.

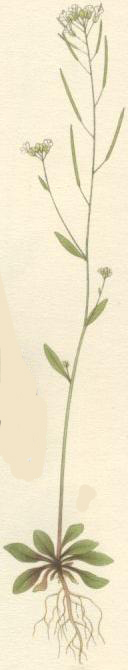

Arabidopsis thaliana é uma planta com flor, de pequenas dimensões, nativa da Europa e Ásia. É uma planta herbácea da família das Brassicaceae, a que também pertence a mostarda. É um dos organismos modelo para o estudo de genética, em botânica, tendo um papel semelhante ao da drosófila, noutros tipos de pesquisa genética. Foi a primeira planta cujo genoma foi completamente sequenciado.
 Principais características:
- Pequeno porte, podendo ser cultivada em placas de petri;
- Rápida reprodução, otimizando o seu tempo de estudo;
- Vasta produção de sementes, reduzindo seu custo de manejo;
- Curto genoma, possibilitando que sua compreensão e manipulação sejam mais rápidas.

O genoma  da Arabidopsis consiste de cinco cromossomas. A sequência final foi publicada em 2000. Com 125 milhões de pares de bases, o seu genoma é relativamente pequeno, se comparado com o das outras espécies vegetais, o que facilita o seu estudo. Entretanto, ainda que muitos dos seus 26 000 genes continuem sem função conhecida, muito se tem feito e descoberto sobre o papel de cada um na fisiologia da espécie, com implicações no conhecimento da genética vegetal no seu todo.

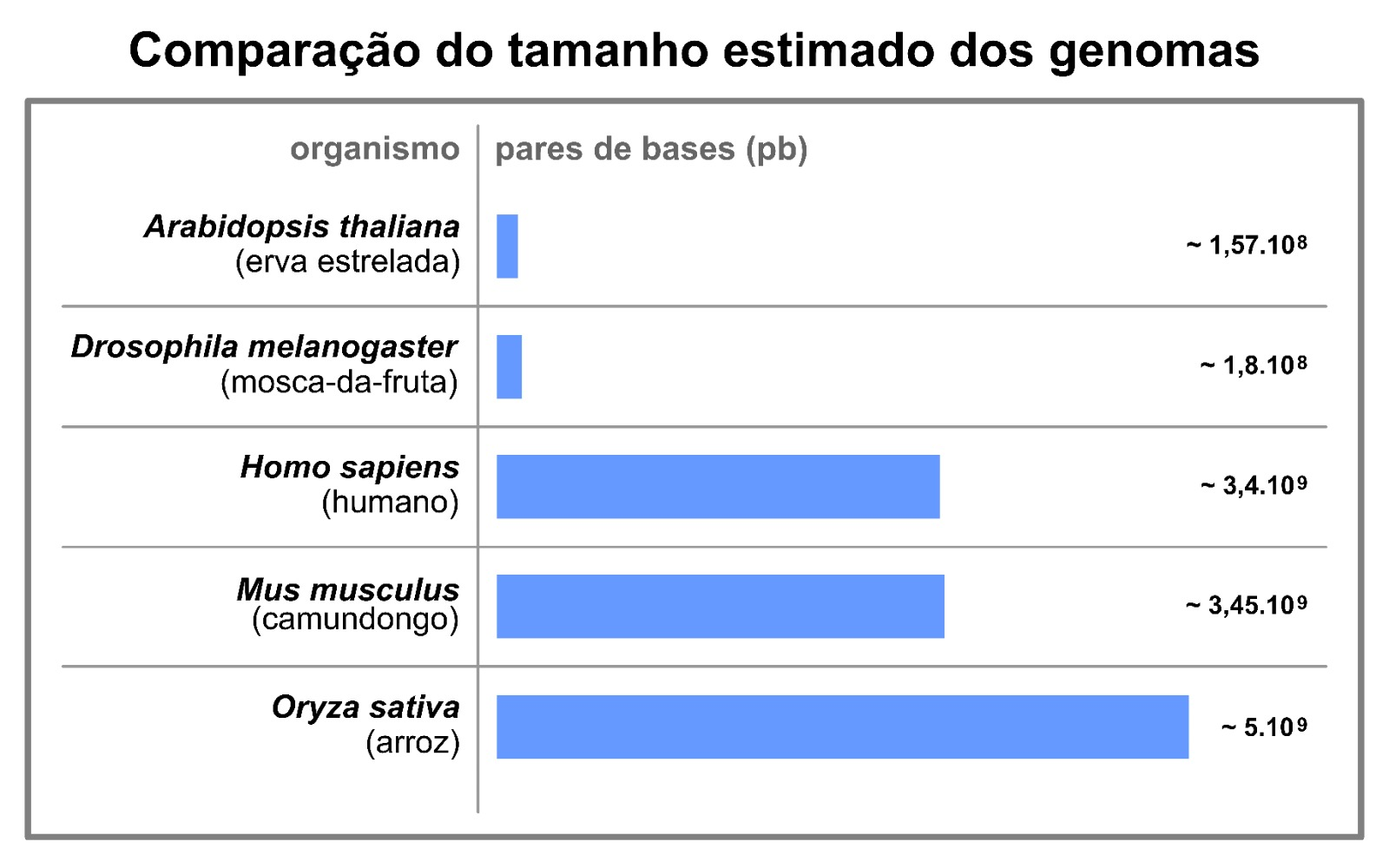

Cientistas da Universidade de Purdue, estudando Arabidopsis, descobriram aquilo que já foi considerado "um caminho paralelo à  hereditariedade", ou seja, uma alternativa aos mecanismos conhecidos de reparação do DNA. A partir do estudo de mutações num gene designado por HOTHEAD, cujas consequências eram deformações nos caules e flores, os pesquisadores chegaram à conclusão que as plantas têm "gravadas" versões antigas do seu código genético, pelo menos até à quarta geração antecedente, de forma que qualquer anomalia pode ser corrigida usando este tipo de backup. Existe a hipótese de este "registo" basear-se em RNA.

### Mais Sobre a Planta e Sua Distribuição[7][8][9][10]
Arabidopsis thaliana foi descrita por (L.) Heynh e é popularmente conhecida como Arabeta, Arabidopse-do-tale ou erva estrelada.
A A. thaliana é autógama e apresenta flores, bissexuadas, derivadas pela divisão das duas pétalas e pela divisão do verticilo mediano de estames. Sua folha apresenta nervura central distinta e um sistema reticulado de nervuras que é dificilmente visível. A inflorescência é geralmente racemosa, mas existem variações com hábitos de crescimento indeterminado. O fruto é uma síliqua e geralmente apresenta deiscência, embora existam algumas variações indescentes. O número de sementes por planta é grande, podendo variar conforme as condições de cultura.
Em relação à germinação, muitas apresentam dormência, à mercê de fatores como ambiente e armazenamento, podendo variar de poucos dias até vários meses após colheita. A A. thaliana melhor cresce em solos secos e arenosos, embora seja também encontrada naturalmente sob outras condições e possa ser mantida em ambientes diversos, desde o solo até meios de cultura, sendo que a estrutura da planta se adapta plenamente em função do local de desenvolvimento.
Suas características contribuem para o sucesso de A. thaliana como organismo modelo são informações determinantes do nicho da sua espécie em seu ambiente natural. Suas características são de espécies colonizadoras que crescem em habitats abertos ou recentemente perturbados. Do ponto de vista ecológico, graças ao seu status de colonizadora, pode ser feita a classificação dessa planta como uma erva-daninha.
O centro de distribuição e origem de A. thaliana é rastreado a duas regiões distintas: o sistema montanhoso da Ásia Central (Himalaia, Thien, Shan) e a Europa. Os proponentes dessa “Hipótese da Ásia Central” (Berger, 1965; Price et al., 1994) citam a grande diversidade em termos do número de espécies de táxons relacionados naquela região. Ainda que dados moleculares da Ásia Central sejam insuficientes, acessos da Índia e Tajiquistão estão aninhados nos dendrogramas dentro dos acessos da Europa, o que pode apoiar a teoria de uma antiga distribuição europeia-norte-africana da espécie (Redei, 1969).

### Arabidopsis thalianaComo Organismo Modelo[11]
Arabidopsis thaliana é considerada um excelente modelo genético sendo amplamente reconhecida na comunidade científica, utilizada nas áreas da genética, biologia molecular e genômica. Chamando a atenção por sua versatilidade,  a A. thaliana facilita estudos sobre a compreensão de mecanismos biológicos para a análise de processos universais de outros organismos eucariotos como seu crescimento, desenvolvimento e respostas ambientais, por compartilhar o mesmo ciclo de vida com outras plantas eucariotas. 
Uma das suas principais vantagens, é a facilidade de cultivo em ambientes laboratoriais, sendo uma planta com alta adaptabilidade ao ambiente em que está inserida, podendo ser cultivada em placas de petri, estufas, luz uv e entre outros locais. Considerada uma excelente amostra de planta por sua abundante quantidade de sementes gerada e seu rápido desenvolvimento, com duração de aproximadamente 6 semanas, evitando prejuízos na perda de material.
No ponto de vista genômico, a A. thaliana apresenta aproximadamente 20.000 genes distribuídos em 5 cromossomos, resultando em 135mb de material genético. Dispondo de um genoma relativamente pequeno e compacto, está eucariota obtém um grande sucesso no estudo do sequenciamento, com uma análise mais detalhada de seus genes, é possível alcançar estudos mais aprofundados sobre a organização e a função desse gene, respondendo de forma positiva a técnicas mutagênicas implementadas em sua cadeia de DNA, se tornando um material valioso para pesquisas genéticas e moleculares.
Na agricultura, seu potencial de responder positivamente a técnicas mutagênicas, a torna um ótimo material usado para mutações na área agronômica, com a sua habilidade de transferir seus genes para outras plantas por meio da inserção laboratorial, é possível promover características favoráveis agronomicamente, agindo na resistência a pragas, adaptações a condições diversas, e melhora no rendimento. Assim a A. thaliana contribui para o avanço do conhecimento científico e acrescenta soluções práticas na agronomia.

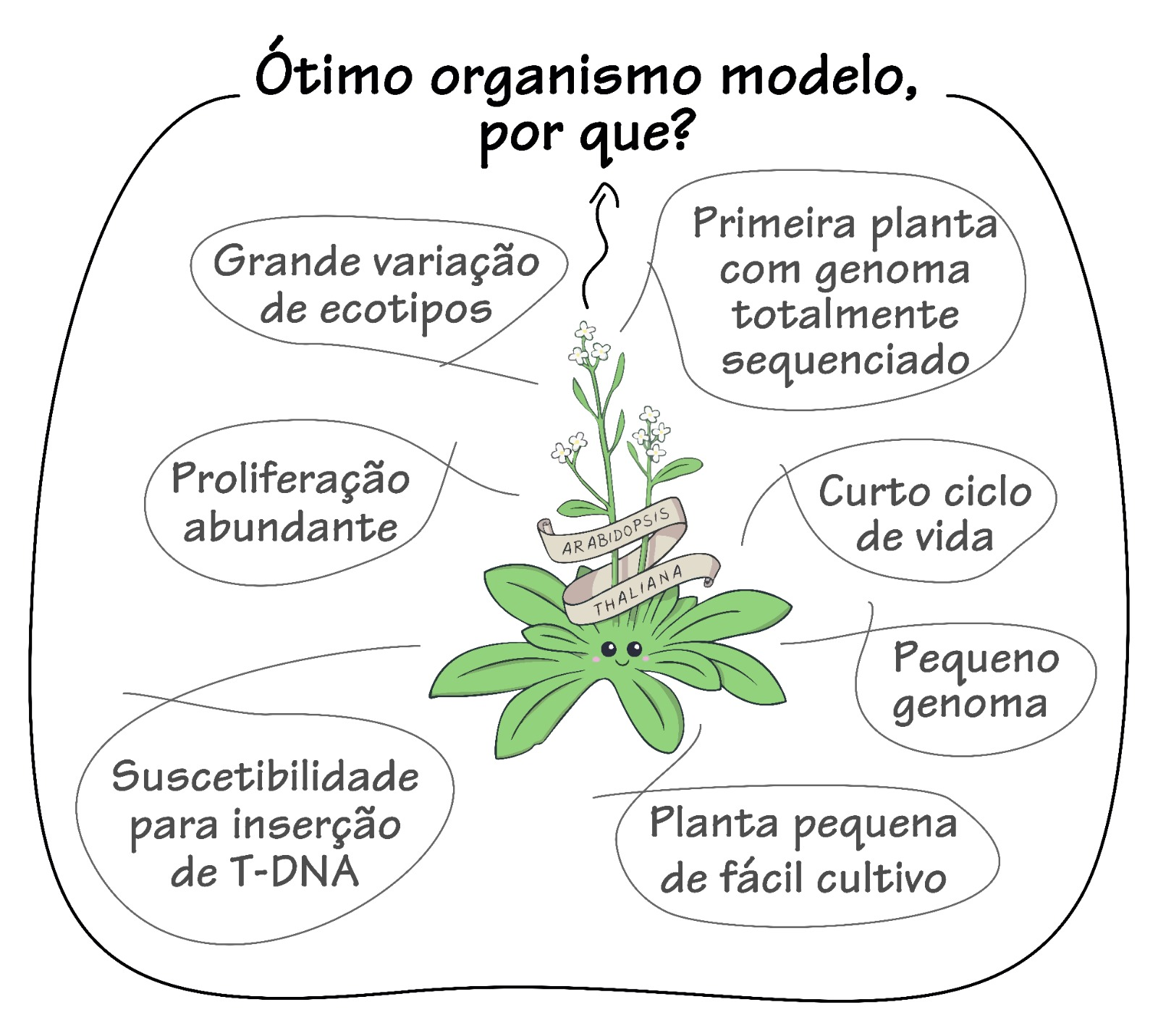

### A Pesquisa com aA. thaliana: Marcos Históricos e Influências Interdisciplinares[12]
Desde os primórdios do século XX, onde se iniciaram os primeiros estudos da espécie, a pesquisa sobre a Arabidopsis thaliana tomou proporções muito significativas na comunidade científica a ponto de, atualmente, possuir o status da planta com flor mais estudada nas últimas décadas. 
Suas características como o curto tempo de geração, um tamanho pequeno e a alta produção prolífica de sementes por autopolinização, foram os aspectos preliminares que fizeram com os pesquisadores a adotassem como o principal organismo modelo para a biologia vegetal. Além disso, o papel crescente da genética na integração de disciplinas (Pruitt et al., 2003) somado às importantes ferramentas da biologia molecular disponíveis, levaram os cientistas biólogos ao consenso da necessidade de concentrar os estudos num único organismo - a fim de alcançar análises mais profundas - o que fortaleceu o avanço das pesquisas sobre a A. thaliana. Neste tópico, discorreremos sobre a história dos estudos dessa planta, enfatizando os aspectos mais importantes que permitiram a produção de conhecimento científico em múltiplas áreas da biologia, sobretudo na genética. 
Em 1907, Friedrich Laibach inicia a pesquisa experimental da Arabidopsis Thaliana em seu doutorado e faz a descrição do número de cromossomos da planta. Mais tarde, em 1930, agora sendo um botânico bem estabelecido, ele retorna a estudar a espécie e, junto com seus alunos, levantam pontos importantes para a pesquisa da planta:
- Laibach apresenta um caso claro para adequação da espécie para estudos genéticos num artigo seminal em 1943.
- Em 1951, usam a variação natural para analisar características morfológicas como o tempo de floração (Laibach, 1951) e a dormência das sementes (Kugler, 1951).
- Iniciam experimentos com raios-x e uma de suas alunas, Erna Reinholz, faz o isolamento dos primeiros mutantes induzidos de A. thaliana.

Durante a década de 1950, o interesse sobre a tal espécie continuou aumentando significativamente. Em 1956, Georde Re’dei, se muda da Hungria para os Estados Unidos e se torna o principal proponente da pesquisa sobre a A. thaliana, até que, junto a pesquisadores de outros países, formam uma comunidade de pesquisa ativa. Essa iniciativa foi liderada por Gerhard Röbbele, outro cientista relevante na história da pesquisa da A. Thaliana, responsável pela publicação do boletim informativo Arabidopsis Information Service (AIS) a partir de 1964 e pela garantia da manutenção de um importante centro de estoque de sementes da planta, além de ter organizado a primeira conferência internacional sobre ela em 1965, na Alemanha. 
No início da próxima década (1970), houve uma descontinuidade na ascensão dos estudos sobre a Arabidopsis thaliana já que muitos dos pesquisadores citados anteriormente se afastaram da respectiva área de estudo. Além disso, provavelmente devido às baixas taxas de sucesso no crescimento em cultura (aspecto que ganhava pertinência para o futuro da biologia vegetal), o pequeno tamanho dos cromossomos (visto, erroneamente, por alguns da época como desvantagem para análises citogenéticas), uma publicidade negativa sobre sua complementação de mutantes deficientes em tiamina (inferência de um conjunto de experimentos controversos de Ledoux et al., 1974) e alguns outros pontos desfavoráveis, a pesquisa da espécie perdeu adeptos e, durante a década de 1970, houve muito menos publicações sobre ela e muito menos participantes na segunda conferência internacional de A. thaliana, em 1976. 
No fim da década de 70, a pesquisa em genética molecular necessitava de um modelo adequado para os estudos e foi aí que a A. thaliana voltou a ser notada. O ressurgimento do interesse na planta se deu a partir da exploração de seu potencial genético para caracterizar processos específicos de plantas, mas, mais fundamentalmente, à revisão valiosa de Re’dei sobre a espécie como organismo genético. A partir daí, vários jovens pesquisadores foram atraídos para o campo e construíram novos e/ou mais profundos conhecimentos sobre o potencial da planta, desencadeando importantes eventos para sua comunidade de pesquisa durante a década de 1980. Dentre os fatores responsáveis pela verdadeira ascensão dos estudos sobre a espécie, um dos mais nítidos foi a percepção de que o pequeno tamanho do genoma da planta (Leutwiler et al., 1984) era uma vantagem distinta na era da genética molecular (Meyerowitz e Pruitt, 1985). Em 1986, Chang e Meyerowitz fizeram a clonagem do primeiro gene de A. thaliana, isso, somado à presença de vários trabalhos sobre a planta em conferências científicas, ao apoio financeiro dos Estados Unidos e aos avanços nos métodos de transformação de plantas, trouxe mais olhares à espécie, que ainda além, aproveitava o exemplo positivo de outros organismos modelos para reforçar a ideia de que a genética em combinação com a biologia molecular expressava grande poder para abordar questões biológicas (Meyerowitz, 1987). Finalmente, em 1989, uma descrição de Chris Somerville sobre a dimensão dos estudos da A. thaliana foi o ponto chave para levar a planta à era moderna e entregar o grande valor científico que lhe pertencia, tanto quanto outros organismos modelos que estavam sendo usados. 
Ainda nesse espaço de tempo, o desenvolvimento de métodos de transformação de plantas foi um grande passo para a pesquisa da Arabidopsis thaliana. A partir do momento em que procedimentos de transformação por meio da cultura de tecidos (Lloyd et al., 1986; Valvekens et al., 1988 ) - métodos esses que tinham seu sucesso interrompido devido à dependência do genótipo parental, que tornava a A. thaliana pouco responsiva nos experimentos laboratoriais - foram substituídos por métodos que não necessitavam dela e sim do crescimento contínuo de Agrobacterium dentro da planta (Feldmann e Marks, 1987), os aprimoramentos desses novos processos (Bechtold et al., 1993; Clough e bent, 1998) levaram à identificação de uma ampla gama de mutantes de inserção passíveis de isolamento de genes. Portanto, neste momento, se torna possível - e em altos índices - a geração de transformantes de A. thaliana, o que permite a expressão (e até superexpressão) de genes de interesse específicos e o estabelecimento de linhas de inserção para genética reversa, além de possibilitar a localização e quantificação de padrões de expressão e desenvolvimento de linhas com expressão localizadas em tecidos específicos (Halseloff e Amos, 1995) e em estruturas subcelulares (Cutler et al., 2000) por meio da introdução de genes repórteres nas plantas. A seguir, a grande virtude dessa abordagem ainda é reforçada por Bimbaum e outros, em 2003, na combinação com a classificação de células. Todo esse avanço com as ferramentas genéticas da época, forneceram à A. thaliana maior destaque e utilidade como organismo experimental, fazendo com que Somerville e Koornneef (2002) concluíssem que a planta de fato possuía propriedades para servir como um ótimo organismo modelo. 
A A. thaliana também teve influência nos estudos de variação genética, visto que um dos motivos de Laibach ter trabalhado pela primeira vez com a planta (1943), foi a sua variação em características fisiológicas entre seus acessos naturais. Esse alto nível de variação genética entre os acessos de A. thaliana pode ser deduzido por comparações diretas de sequências (Nordborg et al., 2005; Clark et al., 2007). Trabalhos como os de Keurentjes et al., 2007 e Kliebenstein, 2009 mostram que pode ser detectada variação genética na expressão de 20% dos genes da planta, isso somente em um estágio de desenvolvimento. Semelhantemente, a homozigosidade em alto nível que essa espécie possui em seus acessos, juntamente com sua grande quantidade de marcadores moleculares, tornam essa planta um organismo adequado para o uso do mapeamento de associação genômica ampla (GWA) - de acordo com Nordborg e Weigel, 2008 - que possibilita explorar a variação em uma coleção de genótipos, aumentando as chances de identificar polimorfismos causais (Myles et al., 2009), resultados que seriam inalcançáveis somente com um mapeamento biparental. Também foi identificado, por meio de ferramentas genômicas, que eventos de especiação de Arabidopsis podem estar associados a essa variação genética, de acordo com o trabalho de Bikard et al., 2009. 
Por fim, é notório que estudos da biologia vegetal resultaram em avanços significativos para a biologia em diversas áreas, indo muito além de estudar uma simples erva daninha e alcançando até aplicações para a saúde humana (Jones et al., 2008). Para exemplificar, no centro de pesquisa da Arabidopsis thaliana permaneceram variantes genéticas e métodos aprimorados em biologia celular e molecular durante todo esse tempo; técnicas computacionais como modelagem em diferentes níveis se tornaram importantes nas últimas décadas (Prusinkiewicz e Rolland-lagan, 2006); muitas empresas privadas com interesse em aplicações práticas do conhecimento vegetal, principalmente sobre descobertas de genes, começaram a apreciar essa planta (Gutterson e Zhang, 2004; Century et al., 2008); entre outros eventos importantes. Dessa forma, a pesquisa especial da Arabidopsis thaliana como organismo modelo bem estabelecido permeia um brilhante caminho que causou, causa e ainda pode causar muito mais efeitos transformadores na biologia moderna, a fim de contribuir com o bem maior de toda pesquisa: a ciência!

### Estudos de fototropismo
A espécie tem sido usada de forma recorrente em estudos relacionados com a base genética do fototropismo, comportamento dos cloroplastos, entre outros processos influenciados pela luz. Foram feitas descobertas, por exemplo, em relação a repostas fototrópicas positivas das células das raízes à luz vermelha, vermelha extrema e infra-vermelha.
Enquanto que a resposta gravitrópica das raízes da Arabidopsis predomina entre os efeitos trópicos nestes órgãos, algumas espécies, tratadas com mutagéneos e depois selecionadas pela sua ausência de ação gravitrópica mostraram resposta fototrópica negativa tanto à luz azul como à luz branca, mas apresentou resposta positiva à luz vermelha. Os pigmentos fotosensitivos fitocromo A e fitocromo B são os mediadores desta resposta.